# Adhesión de Montenegro a la Unión Europea
Montenegro, aún como parte de Serbia y Montenegro, ya comenzó el proceso de adhesión a la Unión Europea en noviembre de 2005, cuando comenzaron las negociaciones sobre un proceso de estabilización y asociación. En mayo de 2006, Montenegro votó por su independencia en el referéndum montenegrino de 2006, con el cual se separó de Serbia. Serbia continuó con las negociaciones existentes hasta entonces, mientras que el nuevo estado comenzó nuevas negociaciones por separado en septiembre de 2006. El acuerdo comenzó el 15 de marzo de 2007 y fue oficialmente ratificado el 15 de octubre del mismo año. A fecha de junio de 2024 lleva abiertos 31 de los 35 capítulos.
Oficialmente, Montenegro pidió el acceso a la UE el 15 de diciembre de 2008. El 23 de abril de 2009, el Consejo invitó a la Comisión Europea a emitir su opinión sobre la solicitud. Montenegro sería entonces sometida a una serie de preguntas en un cuestionario. La opinión de la Comisión sería después transmitida al consejo durante el curso de 2010.
El 17 de diciembre de 2010 Montenegro recibió el estatus de país candidato a la adhesión, información que hizo entonces pública el presidente del Consejo Herman Van Rompuy.
Montenegro sufre problemas ecológicos, monetarios, judiciales y criminales que podrían perjudicarle en el proceso.

## Estrategia para los Balcanes Occidentales
La Estrategia para los Balcanes Occidentales (también conocida como "Una perspectiva de ampliación creíble y un mayor compromiso de la Unión Europea con los Balcanes Occidentales") es una política seguida por la Unión Europea con sus socios y candidatos a la adhesión en la región occidental de la Península Balcánica. Anunciada por el presidente de la Comisión Europea, Jean-Claude Juncker, en su discurso sobre el estado de la Unión de 2017, esta política reúne los objetivos de la estrategia global para la Política Común de Seguridad y Defensa de la Unión Europea (PCSD) y la política de ampliación específica para los Estados de esta región.
El subgrupo regional de los Balcanes Occidentales está compuesto por cinco de los nueve estados candidatos (Albania, Bosnia y Herzegovina, Macedonia del Norte, Montenegro y Serbia) y Kosovo, que solo tiene el estatus de candidato potencial. Cada uno de estos estados ha firmado un Acuerdo de estabilización y asociación con la UE para facilitar su aproximación a las normas de la UE (criterios de Copenhague y eventual acervo comunitario).
Por los efectos derivados de la guerra ruso-ucraniana, los Balcanes Occidentales han adquirido mayor importancia geopolítica. Así, desde 2022 ha habido un replanteamiento de la relación bilateral y las instituciones europeas ha manifestado un interés por estabilizar la región y evitar conflictos que obliguen a desviar el foco de su respuesta a la invasión rusa de Ucrania. En consecuencia, la percepción de Rusia como un agresor ha ejercido de catalizador para reestructurar la política de ampliación de la UE. Este impulso ha implicado un cambio de paradigma respecto al rumbo tomado en 2014 cuando la Comisión Europea oficializó la parálisis de los procesos de adhesión en un momento de creciente contestación del relato europeo que fue conocido como la «fatiga europea». No obstante, la asertividad de la Comisión ha cambiado desde el final del mandato de Juncker y, sobre todo, a partir del mandato de Ursula von der Leyen.
Sin embargo, varios gobiernos de la UE —incluyendo el Eje Alemania-Francia— han considerado que la entrada de nuevos socios hace necesaria una reforma de la UE, y han expresado su preocupación, no solo sobre cómo proceder para garantizar la adhesión de nuevos Estados miembros sin que las instituciones pierdan eficacia, sino también por los insuficientes avances en las reformas de los candidatos. Y es que durante una década estas candidaturas —en diferentes fases de proceso— estuvieron marcadas por el inmovilismo y los vetos de los gobiernos de los Estados miembros, lo que incrementó el escepticismo en torno a una ampliación hacia la región.
Antes de finalizar el proceso de ampliación existen aspectos decisivos que tratar como la repartición del poder político derivado del aumento demográfico de la UE, cómo redistribuir los fondos de cohesión o cómo lograr consensos y unidad de acción cuando los Estados miembros superen la treintena, habida cuenta de los problemas existentes para alcanzar la unanimidad, sobre todo en materias como la fiscalidad o la PCSD. El sistema de mayoría cualificada en la Unión Europea que rige las votaciones en el Consejo de ministros requiere los votos del 55 % de los Estados miembros que representen a una mayoría del 65 % de la población de la Unión.

### Acuerdo de estabilización y asociación
Los acuerdos de estabilización y asociación forman parte del Proceso de Estabilización y Asociación de la UE (PEA) y de la Política Europea de Vecindad (PEV). En la actualidad, los países y territorios de los Balcanes Occidentales son el foco del PEA. Se han implementado en específico Acuerdos de Estabilización y Asociación (AEA) con varios países y territorios balcánicos que incluyen explícitamente disposiciones para la futura adhesión a la UE del país involucrado. Los AEA son similares en principio a los Acuerdos Europeos firmados con los países de Europa Central y Oriental en la década de 1990 y al Acuerdo de Asociación con Turquía.
Los Acuerdos de Estabilización y Asociación se basan principalmente en el acervo comunitario de la UE y se basan en su promulgación en la legislación de los estados y territorios cooperantes. La profundidad de la armonización de políticas que esperan los Acuerdos de Estabilización y Asociación es menor que para los Estados miembros de la UE; algunas áreas de política en el Acervo pueden no estar cubiertas por un Acuerdos de Estabilización y Asociación determinado.
Las relaciones de la UE con los estados y territorios de los Balcanes Occidentales pasaron de las "Relaciones Externas" al segmento de políticas de "Ampliación" en 2005. Desde 2015, Albania, Macedonia del Norte, Montenegro y Serbia son reconocidos oficialmente como candidatos para la membresía. Bosnia y Herzegovina y Kosovo no son reconocidos como países candidatos, sino como posibles candidatos.
A partir de abril de 2016, Albania, Bosnia y Herzegovina, Kosovo, Macedonia del Norte, Montenegro y Serbia tienen Acuerdo de Estabilización y Asociación en vigor. Anteriormente, Croacia tenía Acuerdo de Estabilización y Asociación, pero caducaría cuando se adhirieron a la UE en 2013.

## Open Balkan
Las intenciones de Open Balkan son brindar mayores oportunidades de comercio, intercambios de estudiantes y fomentar la integración de la UE en los Estados miembros, entre otras cosas. Los ciudadanos de los Estados miembros solo necesitarán una tarjeta de identificación para visitar otros Estados miembros, lo que ahorrará tiempo en los cruces fronterizos. Esta zona económica prepara a los países para convertirse en miembros de la Unión Europea.
En esta unión, los bienes y capitales entre estos países fluirían más rápido y se ahorrarían más de 30 millones de horas cruzando las fronteras de estos tres países cada año. La estimación de los proyectos del Banco Mundial ahorra US$ 3,2 mil millones, de los cuales, según el presidente Vucic, Serbia ahorraría al menos US$ 1,5 mil millones.

## Proceso de negociación
| Acervo comunitario                                                  | CE Evaluación al inicio               | Proceso iniciado | Proceso completado | Capítulos abiertos | Capítulos cerrados |
| ------------------------------------------------------------------- | ------------------------------------- | ---------------- | ------------------ | ------------------ | ------------------ |
| 1. Libre Movimiento de Bienes                                       | Considerables esfuerzos necesarios    | 14-01-2013       | 06-03-2013         | 20-06-2017         | –                  |
| 2. Libertad de Movimiento para Trabajadores                         | Esfuerzos adicionales necesarios      | 13-05-2013       | 07-06-2013         | Diciembre 2017     | –                  |
| 3. Derecho de Establecimiento y Libertad para Administrar Servicios | Esfuerzos adicionales necesarios      | 23-10-2012       | 30-11-2012         | Diciembre 2017     | –                  |
| 4. Libre Movimiento de Capital                                      | Esfuerzos adicionales necesarios      | 18-01-2013       | 21-02-2013         | 24-06-2014         | –                  |
| 5. Public Procurement                                               | Esfuerzos adicionales necesarios      | 27-09-2012       | 19-11-2012         | 18-12-2013         | –                  |
| 6. Ley de Empresa                                                   | Esfuerzos adicionales necesarios      | 02-10-2012       | 22-11-2012         | 18-12-2013         | –                  |
| 7. Ley de Propiedad Intelectual                                     | Considerables esfuerzos necesarios    | 11-10-2012       | 21-11-2012         | 31-03-2014         | –                  |
| 8. Política de Competencia                                          | Esfuerzos adicionales necesarios      | 03-10-2012       | 04-12-2012         | 30-06-2020         | –                  |
| 9. Servicios Financieros                                            | Esfuerzos adicionales necesarios      | 17-04-2013       | 11-06-2013         | 22-06-2015         | –                  |
| 10. Sociedad y Medios de Información                                | Esfuerzos adicionales necesarios      | 06-12-2012       | 22-01-2013         | 31-03-2014         | –                  |
| 11. Agricultura y Desarrollo Rural                                  | Considerables esfuerzos necesarios    | 06-11-2012       | 13-12-2012         | 13-12-2016         | –                  |
| 12. Seguridad Alimentaria, Veterinaria y Política Fitosanitaria     | Considerables esfuerzos necesarios    | 15-10-2012       | 01-02-2013         | 30-06-2016         | –                  |
| 13. Piscifactorías                                                  | Considerables esfuerzos necesarios    | 14-03-2013       | 06-06-2013         | 30-06-2016         | –                  |
| 14. Política de Transporte                                          | Esfuerzos adicionales necesarios      | 22-04-2013       | 30-05-2013         | 21-12-2015         | –                  |
| 15. Energía                                                         | Esfuerzos adicionales necesarios      | 27-02-2013       | 11-04-2013         | 21-12-2015         | –                  |
| 16. Impuestos                                                       | No hay mayores dificultades esperadas | 08-04-2013       | 30-04-2013         | 30-03-2015         | –                  |
| 17. Política Económica y Monetaria                                  | Esfuerzos adicionales necesarios      | 10-01-2013       | 26-02-2013         | Diciembre 2017     | –                  |
| 18. Estadísticas                                                    | Considerables esfuerzos necesarios    | 03-06-2013       | 25-06-2013         | 16-12-2014         | –                  |
| 19. Política Social y Empleo                                        | Considerables esfuerzos necesarios    | 23-01-2013       | 13-03-2013         | 13-12-2016         | –                  |
| 20. Política de Empresas e Industrial                               | No hay mayores dificultades esperadas | 25-10-2012       | 28-11-2012         | 18-12-2013         | –                  |
| 21. Redes Trans-Europeas                                            | Esfuerzos adicionales necesarios      | 22-04-2013       | 30-05-2013         | 22-06-2015         | –                  |
| 22. Política Regional y Coordinación de Instrumentos Estructurales  | Considerables esfuerzos necesarios    | 14-11-2012       | 18-12-2012         | 20-06-2017         | –                  |
| 23. Derechos Judiciales y Fundamentales                             | No hay mayores dificultades esperadas | 26-03-2012       | 31-05-2012         | 18-12-2013         | 26-06-2024         |
| 24. Justicia, Libertad y Seguridad                                  | No hay mayores dificultades esperadas | 28-03-2012       | 25-05-2012         | 18-12-2013         | 26-06-2024         |
| 25. Ciencia e Investigación                                         | No hay mayores dificultades esperadas | 24-09-2012       | 25-09-2012         | 18-12-2012         | 18-12-2012         |
| 26. Educación y Cultura                                             | No hay mayores dificultades esperadas | 26-09-2012       | 16-11-2012         | 15-04-2013         | 15-04-2013         |
| 27. Medio ambiente                                                  | Totalmente incompatible con el acervo | 04-02-2013       | 22-03-2013         | Diciembre 2017     | –                  |
| 28. Protección del Consumidor y de la Salud                         | Esfuerzos adicionales necesarios      | 19-02-2013       | 16-04-2013         | 16-12-2014         | –                  |
| 29. Unión Aduanera                                                  | No hay mayores dificultades esperadas | 23-05-2013       | 21-06-2013         | 16-12-2014         | –                  |
| 30. Relaciones Exteriores                                           | No hay mayores dificultades esperadas | 14-05-2013       | 12-06-2013         | 30-03-2015         | 20-06-2017         |
| 31. Política Extranjera, Seguridad y Defensa                        | No hay mayores dificultades esperadas | 17-05-2013       | 27-06-2013         | 24-06-2014         | –                  |
| 32. Control Financiero                                              | Considerables esfuerzos necesarios    | 16-05-2013       | 19-06-2013         | 24-06-2014         | –                  |
| 33. Previsiones Financieras y Presupuestarias                       | No hay mayores dificultades esperadas | 15-05-2013       | 26-06-2013         | 16-12-2014         | –                  |
| 34. Instituciones                                                   | Sin abrir                             | –                | –                  | –                  | –                  |
| 35. Otros temas                                                     | Sin abrir                             | –                | –                  | –                  | –                  |
| Progreso                                                            |                                       | 33 de 35         | 33 de 35           | 33 de 35           | 5 de 35            |